# 黄果安息香
黄果安息香（学名：Styrax chrysocarpus）为安息香科安息香属下的一个种。

## 扩展阅读
維基物種上的相關：黄果安息香